# Černohorská rozsocha
Černohorská rozsocha (německy Fuchsbergkamm) je geomorfologický podokrsek Krkonoš. Nachází se v jejich východní části v severní části Královéhradeckého kraje v okresu Trutnov. Přestože je rozsocha pojmenována po Černé hoře, nejvyšším vrcholem je Zadní Planina (1423 m).

## Geomorfologie
Černohorská rozsocha náleží do geomorfologického celku Krkonoš, podcelku Krkonošské rozsochy a okrsku Černohorská hornatina. Na jižní straně její svahy spadají do Vrchlabské vrchoviny, na západě jí od Stráženské rozsochy odděluje tok Malého Labe a Klínového potoka, na severu prochází hranice s Východním Českým hřbetem dnem Modrého dolu, na východě jí tok Úpy odděluje od Růžohorské hornatiny a od Rýchor. Černohorská rozsocha zahrnuje masív Světlé a Černé hory s přilehlými bočními vrcholy a masív Zadní planiny a Liščí hory s přilehlými rozsochami.
| Geomorfologické členění Krkonoš                                                      | Geomorfologické členění Krkonoš | Geomorfologické členění Krkonoš                                                        |
| ------------------------------------------------------------------------------------ | ------------------------------- | -------------------------------------------------------------------------------------- |
| ČESKÁ VYSOČINA • Krkonošsko-jesenická subprovincie • Krkonošská oblast               |                                 |                                                                                        |
| KRKONOŠSKÉ HŘBETY                                                                    | Slezský hřbet                   | Západní Slezský hřbet (Vysoké kolo, 1510 m) Východní Slezský hřbet (Sněžka, 1603 m)    |
| KRKONOŠSKÉ HŘBETY                                                                    | Český hřbet                     | Západní Český hřbet (Kotel, 1435 m) Východní Český hřbet (Luční hora, 1556 m)          |
| KRKONOŠSKÉ ROZSOCHY                                                                  | Vilémovská hornatina            | Kapradnická hornatina (Bílá skála, 968 m) Rokytnická hornatina (Čertova hora, 1023 m)  |
| KRKONOŠSKÉ ROZSOCHY                                                                  | Vlčí hřbet                      | nečlení se (Vlčí hřeben, 1140 m)                                                       |
| KRKONOŠSKÉ ROZSOCHY                                                                  | Žalský hřbet                    | nečlení se (Mechovinec, 1081 m)                                                        |
| KRKONOŠSKÉ ROZSOCHY                                                                  | Černohorská hornatina           | Stráženská rozsocha (Zadní Planina, 1423 m) Černohorská rozsocha (Liščí hora, 1363 m)  |
| KRKONOŠSKÉ ROZSOCHY                                                                  | Růžohorská hornatina            | Růžohorská rozsocha (Růžová hora, 1396 m) Maloúpská rozsocha (Lysečinská hora, 1190 m) |
| KRKONOŠSKÉ ROZSOCHY                                                                  | Rýchory                         | nečlení se (Dvorský les, 1035 m)                                                       |
| VRCHLABSKÁ VRCHOVINA                                                                 | Janský hřbet                    | nečlení se (Zlatá vyhlídka S, 810 m)                                                   |
| VRCHLABSKÁ VRCHOVINA                                                                 | Lánovská vrchovina              | nečlení se (Sovinec, 765 m)                                                            |
| PROVINCIE • Subprovincie • Oblast / Celek / PODCELEK • Okrsek • Podokrsek • (vrchol) |                                 |                                                                                        |

## Vrcholy nad 1000 m n. m.

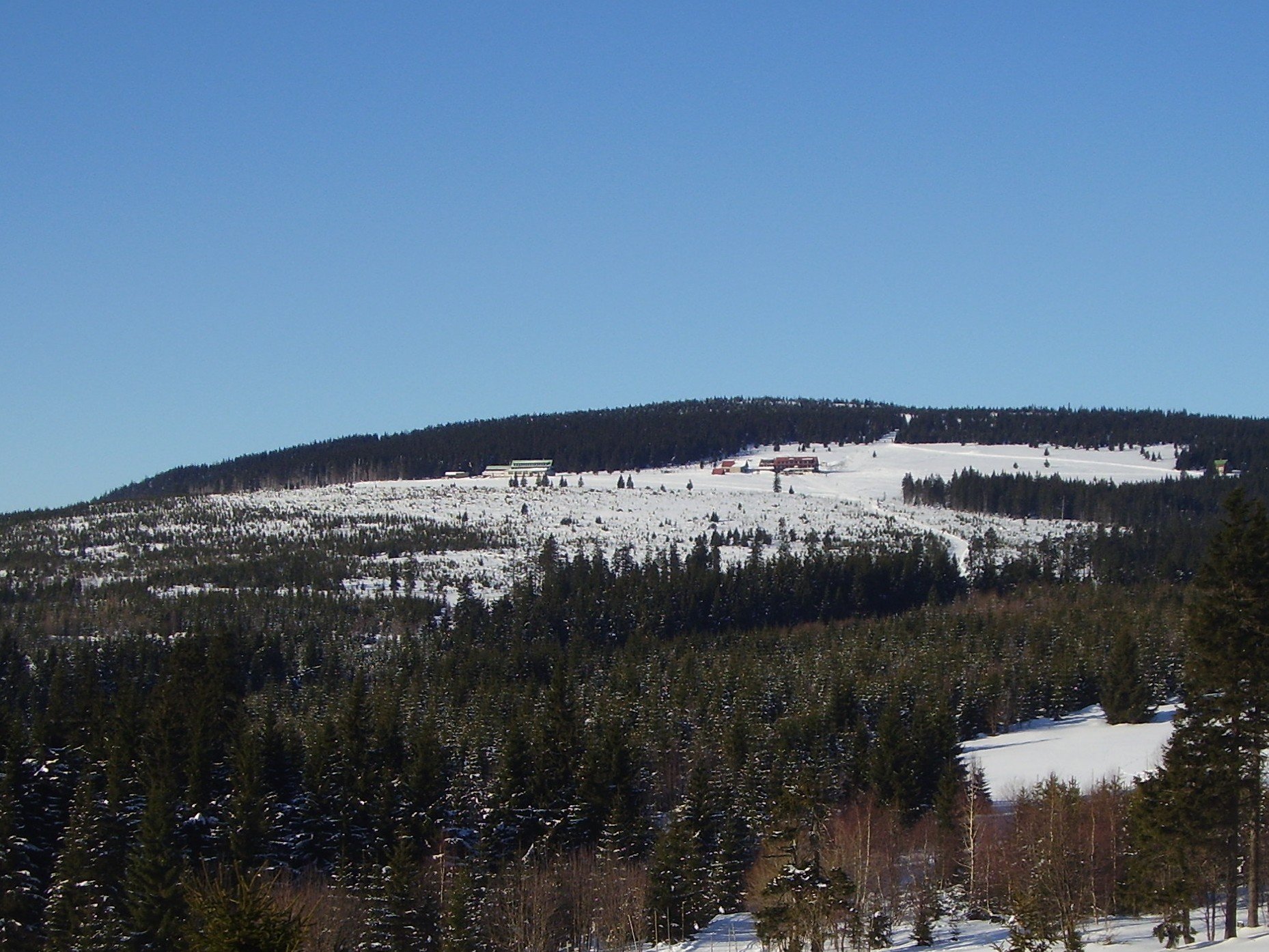
Liščí hora

Černohorská rozsocha má nejvíc tisícovek ze všech krkonošských podokrsků:
- Zadní Planina (1423 m)
- Liščí hora (1363 m)
- Světlý vrch (1316 m)
- Černá hora (1300 m)
- Světlá (1244 m)
- Slatinná stráň (1153 m)
- Lesní hora (1129 m)
- Vlašský vrch (1037 m)
- Jelení vrch (1025 m)
- Javor (1002 m)
- Špičák (1001 m)

## Vodstvo
Ze západní strany a z centrální části Černohorské rozsochy odvádějí vodu říčky Malé Labe a Čistá, které jsou levými přítoky Labe. Východní severní a východní část odvodňuje řeka Úpa. Rozvodí je vedeno v linii Hofmanovy Boudy - Černá hora - Slatinná stráň - sedlo Sokol - Liščí hora - Liščí hřeben - Zadní planina. Severovýchodně od vrcholu Černé hory se nachází rašeliniště zvané Černohorská rašelina.

## Vegetace
Souvislé monokulturní hospodářské smrčiny jsou v současnosti rozrušeny často rozsáhlými pasekami. Mezi vrcholy Liščí hory a Zadní planiny roste Borovice kleč. Jsou zde četné luční enklávy (např. Lučiny, Hrnčířské boudy, Liščí louka)

## Ochrana přírody
Celý prostor Černohorské rozsochy se nachází na území Krkonošského národního parku.

## Komunikace
Přes Černohorskou rozsochu nevede žádná veřejná komunikace. Četné jsou neveřejné zpevněné komunikace spojující jednotlivé luční enklávy mezi sebou a s obcemi na okrajích. Rozsochu pokrývá hustá síť značených turistických tras.

## Stavby
Rozsáhlejší zastavěné plochy se nacházejí pouze v prostorech obcí a měst v údolích přiléhajících k okrajům rozsochy (Pec pod Sněžkou, Horní Maršov, Janské Lázně, Černý Důl, Dolní Dvůr). Na mnoha lučních enklávách stojí četné horské boudy a chalupy. Nacházejí se zde lyžařské sjezdovky a dvě lanové dráhy (Lanová dráha Janské Lázně - Černá hora a lanová dráha Pec pod Sněžkou - Hnědý vrch). Na Černé hoře a Hnědém vrchu se stojí rozhledny.